# Naša mala knjižnica
Projekt Naša mala knjižnica je namenjen spodbujanju branja v vrtcih in nižjih razredih osnovnih šol ter predstavitvi vrhunskih slovenskih mladinskih avtorjev. Projekt vodi Alenka Urh; od leta 2008 izvaja KUD Sodobnost International v sodelovanju z Vodnikovo založbo. V njem iz leta v leto sodeluje več otrok: prvič je sodelovalo 1600 otrok, leta 2010 pa že več kot 9500, iz 140 šol in 30 vrtcev. Septembra vsak udeleženec prejme brezplačen delovni zvezek z nalogami na temo izbranih knjig. Naloge, ki jih večinoma sestavijo pisatelji sami, spodbujajo branje in otrokovo kreativnost skozi skupno poustvarjanje v razredu, vsako leto pa mlade bralce čaka tudi kakšno presenečenje (pismo presenečenja, ki ga za otroke napišejo avtorji knjig: medšolska izmenjava literarnega junaka, ki ga izdelajo otroci, literarna detektivska naloga, nagradni natečaj ob zaključku projekta itd.).
Več o projektu lahko preberete na spletni strani www.spomincice.si.